# 蒙托邦波旁城站
蒙托邦波旁城站是法国的一个铁路车站，位于法国西南部城市，塔恩-加龙省省会蒙托邦。

## 位置
蒙托邦波旁城站位于蒙托邦市区的西部，塔恩河左岸。车站大致呈南北走向，开口朝东。

## 站名
蒙托邦波旁城站是蒙托邦市区唯一仍在使用中的铁路车站。"波旁城"（Ville-Bourbon）一名来源于该站所在的波旁城街区（Quartier Ville-Bourbon），与法国历史上的波旁王朝并没有直接的关系。之所以在该站名称后面加上后缀，是为了区分蒙托邦市区原有的另一个车站—蒙托邦新城站（Gare de Montauban-Ville-Nouvelle），而后者早在一战前就已经被拆毁了，因此"蒙托邦站"一般即可代指蒙托邦波旁城站，但"蒙托邦波旁城站"作为官方名称则一直保留使用至今。
值得注意的是，在法国西部的布列塔尼半岛上，有一座城市叫做布列塔尼地区蒙托邦（Montauban-de-Bretagne，音译则为"蒙托邦昂布列塔尼"），而"布列塔尼地区"这个后缀是后来加的，也就是说，该城市对应的火车站在相当长的一段时间内都曾叫做"蒙托邦站"（Gare de Montauban）。当然，随着布列塔尼地区蒙托邦的更名，该市的火车站名字也改了，所以现在一般我们口中的蒙托邦站也就是蒙托邦波旁城站。但如果是从布列塔尼地区出发的乘客，买票时仍需要留意，避免耽误行程。另外，在有些自动售票机上，"MONTAUBAN 82"也可代指蒙托邦波旁城站。

## 停靠线路
以下列车线路在蒙托邦波旁城站停靠：
| 蒙托邦波旁城站列车线路表              |                     |                           |                    |              |
| 线路                                  | 车种                | 上一站                    | 下一站             | 大致运行频率 |
| 巴黎—图卢兹                           | TGV/OUIGO           | 阿让                      | 图卢兹             | 每天5趟左右  |
| 波尔多—马赛                           | INTERCITÉS          | 阿让                      | 图卢兹             | 每天3趟左右  |
| 巴黎—图卢兹                           | INTERCITÉS          | 卡奥尔/科萨德             | 图卢兹             | 每天3趟左右  |
| 巴黎—图卢兹                           | INTERCITÉS de nuit  | 卡奥尔/科萨德             | 图卢兹             | 每天1趟      |
| 巴黎—图卢兹                           | INTERCITÉS 100% éco | 卡奥尔                    | 图卢兹             | 每周3趟左右  |
| 布里夫拉盖亚尔德/卡奥尔/蒙托邦—图卢兹 | 法国大区列车        | 科萨德/阿勒比亚/（起点）  | 蒙巴蒂耶尔         | 每天6趟左右  |
| 阿让—图卢兹                           | 法国大区列车        | 卡斯泰勒萨拉桑/拉维勒蒂欧 | 卡斯特诺埃斯泰特丰 | 每天7趟左右  |
| 1. 2.                                 |                     |                           |                    |              |

## 配套交通

### 城际客运
蒙托邦波旁城站对应的大巴车上下车地点位于车站正门，出站即可看见。
| 停靠蒙托邦的大巴车   |                                        |                                                                        |
| 上下车地点           | 运营单位                               | 主要目的地                                                             |
| 蒙托邦波旁城站门口   | 南部-比利牛斯城际客运 Car Midi-Pyrénée | 罗德兹、图卢兹、阿尔比、欧什                                           |
| 蒙托邦波旁城站门口   | SNCF                                   | （当某条铁路线施工或罢工时，SNCF可能会提供途径该线路沿途站点的大巴车） |
| Rue Salvador Allende | Eurolines                              | 雷恩                                                                   |
| Rue Salvador Allende | Isilines                               | 布里夫拉盖亚尔德、利摩日、巴黎                                         |
| 蒙托邦市区各地       | 塔恩-加龙省城际客运                    | （仅提供校车服务）                                                     |
| 1. 2. 3. 4.          |                                        |                                                                        |

### 市内交通
| 蒙托邦波旁城站附近的公交线路 |                    |               |
| 公交车站名称                 | 位置               | 停靠线路      |
| Gare SNCF                    | 蒙托邦波旁城站正门 | A线、D线、G线 |
| 1.                           |                    |               |

## 临近车站
| 蒙托邦波旁城站（Gare de Montauban-Ville-Bourbon） |                                    |              |
| 上行车站                                          | 线路                               | 下行车站     |
| 阿勒比亚站                                        | 奥尔良－蒙托邦铁路（POLT的一部分） | （终点）     |
| 拉维勒蒂欧站                                      | 波尔多－塞特铁路                   | 蒙巴尔蒂耶站 |
| - 本表仅显示运营中的线路及车站                    |                                    |              |